# 林姍
林姍（1970年2月6日—），出生於中華民國高雄市的台語流行女歌手及音樂製作人，中國文化大學舞蹈學系畢業，1993年11月發行《一生甘願為你錯》專輯之後，逐漸於台語流行音樂界嶄露頭角。2023年時，林姍演唱了〈粉紅超跑〉一曲，於youtube平台上獲得近千萬之點閱率。

## 生平
林姍出長於高雄市，父母皆為歌手，因此自幼時期即對音樂和舞蹈充滿興趣。林姍在幼稚園與小學，就分別開始學芭蕾舞與民族舞蹈。在中學時期，林姍攻讀舞蹈實驗班、並報名參與家鄉所取辦的各場歌唱比賽。之後自臺灣省立臺南家齊女子高級中學畢業。
林姍後來考上中國文化大學舞蹈系。在當時，大學生歌手實屬罕見、她的學生身份，也使其只得於夜市簽唱促銷。當時的報紙娛樂版面，也因此稱林姍為「夜市大學生」。1993年，林姍加盟了海翔唱片，並於同年11月正式發行了個人的首張專輯《一生甘願為你錯》，並接連發行了《傷過心的人》、《千錯萬錯》、《多情傷心肝》等專輯。
2000年，林姍正式加盟豪記唱片，往後20餘年間陸續發行專輯，當中又以〈愛你愛伊〉、〈力量〉及〈粉紅超跑〉等閩南語歌曲較廣為人知。2017年始，開始陸續以媽祖為題進行獻唱。往後幾張專輯中，林姍與豪記唱片將宗教元素融入音樂中。

## 專輯
| 專輯                  | 發行時間       | 發行公司 | 曲目 |
| --------------------- | -------------- | -------- | --- |
| 《一生甘願為你錯》    | 1993年11月     | 海翔唱片 | 曲目 1. 一生甘願為你錯 2. 杯中淚 3. 請你著瞭解 4. 情網難圓 5. 阮的心情 6. 戀火 7. 星夜的別離 8. 真情難分離 9. 月圓思情 10. 燒酒咖啡 11. 春夢情已斷                                                             |
| 《傷過心的人》        | 1995年         | 海翔唱片 | 曲目 1. 傷過心的人 2. 若是有緣 3. 誰的錯 4. 愛易放 情難收 5. 若有後世人(若有來生) 6. 人生舞台 7. 傷心事 傷心話 8. 愛是你的心 9. 故鄉溪 10. 為你當心肝 11. 永遠也是你的人 12. 見到你                            |
| 《多情傷心肝》        | 2001年6月14日  | 豪記唱片 | 曲目 1. 多情傷心肝 2. 半屏天 3. 愛過的人 4. 傷過心的人 5. 一生甘願為你錯 6. 愛你一萬年 7. 雙人枕頭 8. 針線情 9. 你是我的兄弟 10. 烏龍茶 11. 不如甭相識 12. 有夢尚美                                            |
| 《流雲，為君愁》      | 2002年11月30日 | 豪記唱片 | 曲目 1. 流雲(feat.皓皓) 2. 為君愁 3. 冬戀 4. 秋詞 5. 星夜的離別 6. 心聲淚痕 7. 別讓我等太久 8. 昨夜夢醒時 9. 淚的小雨 10. 情人的黃襯衫 11. 蘋果花 12. 愛情的夜                                                 |
| 《藍色的玫瑰》        | 2002年12月31日 | 豪記唱片 | 曲目 1. 藍色的玫瑰 2. 我在你左右 3. 負心的人 4. 另一種鄉愁 5. 人兒不能留 6. 原諒我吧心上人 7. 埋葬愛情 8. 幾時再回頭 9. 你到底愛我不愛 10. 往事難追憶 11. 你最無情 12. 難道愛你是錯                            |
| 《千錯萬錯》          | 2003年10月31日 | 豪記唱片 | 曲目 1. 千錯萬錯 2. 心愛走天涯 3. 心痛的戀情 4. 愛甲超過 5. 我的選擇猶原是你 6. 相思海 7. 一生只有你 8. 紅線 9. 桂花巷 10. 茫茫在想你 11. 想你的功課 12. 愛你甘是一種罪 13. 傷心的住址 14. 深深的愛            |
| 《綿綿舊情》          | 2005年9月29日  | 豪記唱片 | 曲目 1. 綿綿舊情 2. 我最愛的人 3. 愛情酸甘甜 4. 緣份放一邊(feat.傅振輝) 5. 無人來作伴(feat.翁立友) 6. 真愛只有你(feat.傅振輝) 7. 無人疼的心 8. 有情人 9. 媽媽的裁縫車 10. 捧著祝福來相送 11. 認命 12. 舊情綿綿 |
| 《愛你愛伊》          | 2006年10月12日 | 豪記唱片 | 曲目 1. 愛你愛伊 2. 退路 3. 碗筷 4. 你你你 5. 像畫擱相花 6. 月娘月圓時 7. 情債 8. 慣習 9. 花言巧語 10. 愛要大聲說出來(feat.翁立友) 11. 虛偽的畏靠 12. 雙船                                                     |
| 《力量》              | 2007年8月31日  | 豪記唱片 | 曲目 1. 力量 2. 癡情的夢 3. 只有來認命 4. 另外 5. 大船 6. 錯再錯 7. 薄情的人 8. 約會 9. 傷心路頂 10. 青春一場夢                                                                                                |
| 《石頭心》            | 2008年9月24日  | 豪記唱片 | 曲目 1. 石頭心 2. 愛無後悔(feat.翁立友) 3. 紙甲筆 4. 女人 5. 甜蜜變苦味 6. 戲弄 7. 淚痕 8. 搬戲 9. 愛你無藥解 10. 天燈                                                                                         |
| 《伴你過一生》        | 2010年1月5日   | 豪記唱片 | 曲目 1. 秋風落葉 2. 伴你過一生(feat.翁立友) 3. 愛到心疼 4. 假愛 5. 愛你的心袂變 6. 望天疼惜 7. 孤單行 8. 紅淚情 9. 天註定 10. 離開的彼一暝                                                                     |
| 《寶貝子》            | 2011年3月9日   | 豪記唱片 | 曲目 1. 寶貝子 2. 愛的堅持(feat.翁立友) 3. 金線蓮(feat.李明洋) 4. 別讓我哭(feat.羅時豐) 5. 男人的淚女人的愛(feat.江志豐) 6. 請你緊放手 7. 望君 8. 過了時 9. 無緣戀夢 10. 等春天                                |
| 《癡情戀夢-精選集》   | 2012年3月8日   | 豪記唱片 | 曲目 1. 癡情戀夢 2. 希望在春天 3. 心內的願望 4. 心陶醉 5. 寶貝子 6. 愛的堅持 7. 綿綿舊情 8. 紙甲筆 9. 秋風落葉 10. 石頭心 11. 伴你過一生 12. 力量 13. 愛你愛伊 14. 退路 15. 只有來認命 16. 我最愛的人          |
| 《想起父母時》        | 2012年5月8日   | 豪記唱片 | 曲目 1. 想起父母時 2. 雨啊雨 3. 一間厝 4. 可恨又可愛的人 5. 愛恨相牽連(feat.李明洋) 6. 白鷺鷥的厝 7. 阿蘭娜(feat.李明洋) 8. 戀戀安平 9. 你的愛給別人 10. 煽動的風                                              |
| 《笑談人生》          | 2013年1月30日  | 豪記唱片 | 曲目 1. 笑談人生 2. 叫醒阮的夢 3. 愛情虎頭蜂 4. 瓊花(曇花) 5. 山盟歹勢 6. 初戀的情人 7. 鴛鴦被 (feat.袁小迪) 8. 感謝我有你 (feat.羅時豐) 9. 藏愛 (feat.蔡小虎) 10. 恨抹落心(feat.翁立友)                       |
| 《思念的人》          | 2016年3月31日  | 豪記唱片 | 曲目 1. 情話綿綿 2. 思念的人 3. 女人的心聲 4. 想起月津港 5. 離袂開的傷痕 6. 絕情的夢 7. 活是爲著你(feat.李明洋) 8. 感情倒頭栽 9. 海誓山盟(feat.傅振輝) 10. 愛你無性命                                          |
| 《送你送到這》        | 2016年12月26日 | 豪記唱片 | 曲目 1. 命運天安排 2. 送你送到這(feat.翁立友) 3. 黃昏高雄港 4. 鴛鴦淚 5. 本份 6. 相片 7. 問阮的心 8. 今夜的夢                                                                                                  |
| 《莎喲娜拉再會啦》    | 2018年3月31日  | 豪記唱片 | 曲目 1. 歡喜迎熱鬧 2. 莎喲娜拉再會啦 3. 女人加油 4. 寫相思 5. 風中歌 6. 回頭太晚 7. 做事人 8. 白沙屯媽祖 |
| 《何必留戀》          | 2019年3月6日   | 豪記唱片 | 曲目 1. 何必留戀 2. 一滴淚 3. 愛嘸對人 4. 乎你騙不知 5. 無藥解相思 6. 思念的戀曲 7. 癡情玫瑰 8. 感情看透透 |
| 《愛甲這堅持》        | 2020年2月7日   | 豪記唱片 | 曲目 1. 燒酒斟雙杯 2. 愛甲這堅持 3. 傷心鏡 4. 無你卡快活 5. 苦情花 6. 永遠將你放 7. 今夜又擱醉歸暝 8. 夜色 |
| 《詠嘆調_過去的未來》 | 2020年11月13日 | 豪記唱片 | 曲目 1. 詠嘆調_過去的未來 2. 春風吹 3. 幸福的表面 4. 一滴無剩 5. 慢慢想 6. 新衫 7. 一個夢 8. 阿嬤的愛情 |
| 《有感覺才做夥》      | 2022年4月22日  | 豪記唱片 | 曲目 1. 有感覺才做夥 2. 月光下的落葉 3. 明知 4. 到這為止 5. 等 6. 今啊開始 7. 叨位 8. 已經過去 |
| 《卡水的夢》          | 2023年2月9日   | 豪記唱片 | 曲目 1. 粉紅超跑 2. 卡水的夢 3. 情人沙(feat.李學宸) 4. 塑膠心 5. 痴心變笑詼 6. 情花夢 7. 愛的陷阱 8. 思念你的人                                                                                                |
| 《寄天的記憶》        | 2024年4月2日   | 豪記唱片 | 曲目 1. 寄天的記憶 2. 油桐花之戀(feat.吳俊宏) 3. 為愛求天 4. 比你卡幸福 5. 苦戀花 6. 看你的背影 7. 一筆勾銷 8. 媽媽的心肝                                                                                      |
| 《追分車站》          | 2025年4月8日   | 豪記唱片 | 曲目 1. 天后駕到 2. 追分車站 3. 老天放我過(feat.楊哲) 4. 愛甲剩怨嘆 5. 板橋秋夜風 6. 手中的蝴蝶 7. 一時糊塗 8. 送我一齣戲                                                                                      |

## 外部連結
- 林姍粉絲團的Facebook專頁
- YouTube上的林姍豪記官方專屬頻道